# Rod Tolbert
Rod Tolbert (* 11. Juni 1967) ist ein ehemaliger US-amerikanischer Leichtathlet, der im Sprint und Weitsprung an den Start ging. Seinen größten Erfolg feierte er mit dem Gewinn der Goldmedaille in der 4-mal-400-Meter-Staffel bei den Hallenweltmeisterschaften 1995 in Barcelona.

## Sportliche Laufbahn
Erste internationale Erfahrungen sammelte Rod Tolbert vermutlich im Jahr 1986, als er bei den Panamerikanischen Juniorenmeisterschaften in Winter Park mit 7,51 m die Bronzemedaille im Weitsprung gewann. Anschließend gelangte er bei den Juniorenweltmeisterschaften in Athen mit 7,42 min auf den zwölften Platz. 1995 schied er bei den Hallenweltmeisterschaften in Barcelona mit 21,72 s im Halbfinale im 200-Meter-Lauf aus. Zuem siegte er mit der US-amerikanischen 4-mal-400-Meter-Staffel in 3:07,37 min gemeinsam mit Calvin Davis, Tod Long und Frankie Atwater. 2002 beendete er dann seine aktive sportliche Karriere im Alter von 35 Jahren.

## Persönliche Bestzeiten
- 100 Meter: 10,23 s (+1,5 m/s), 1. Mai 1997 in Fort-de-France
- 200 Meter: 20,38 s (+2,0 m/s), 16. Mai 1992 in Modesto
  - 200 Meter (Halle): 20,80 s, 4. März 1994 in Atlanta
- Weitsprung: 7,78 m (+1,2 m/s), 28. Juni 1986 in Towson